# Порт-Фуад
Порт-Фуад (араб. بور فؤاد‎, Бур-Фуад) — город на северо-востоке Египта. Порт на Средиземном море у северного окончания Суэцкого канала. Расположен на противоположном берегу Суэцкого канала от Порт-Саида, с которым образует агломерацию.
Порт-Фуад был основан в 1927 году, главным образом, чтобы уменьшить перенаселение в Порт-Саиде, и был назван в честь короля Фуада I, первого обладателя титула короля Египта в современную эпоху (ранее носил титул султана Египта).
Город расположен на треугольном острове, ограниченном Средиземном морем с севера, Суэцким каналом с запада, и относительно новым каналом между Суэцким каналом и Средиземном морем на востоке. Работа большинства жителей связана с Суэцким каналом.
После войны 1967 года Порт-Фуад был единственным местом на Синайском полуострове, которое удерживали египтяне. Израиль пытался захватить Порт-Фуад несколько раз во время войны на истощение, но каждый раз безуспешно. Во время войны Судного дня Порт-Фуад с прилегающими территориями был сохранён. На основании Кэмп-Дэвидских соглашений в 1978 году Израиль согласился вернуть Египту Синайский полуостров мирно, а позднее страны подписали мирный договор. Сегодня Порт-Фуад является одной из основных позиций ПВО в Египте.